# Байдаровское сельское поселение
Байдаровское сельское поселение — упразднённое сельское поселение в составе Никольского района Вологодской области.
Центр — деревня Байдарово.
Население по данным переписи 2010 года — 780 человек, оценка на 1 января 2012 года — 772 человека.

## История
В 1999 году был утверждён список населённых пунктов Вологодской области. Согласно этому списку существовали сельсоветы:
- Байдаровский (ОКАТО 19 234 808) — 14 населённых пунктов, центр — деревня Байдарово
- Кумбисерский (ОКАТО 19 234 832) — 7 населённых пунктов, центр — деревня Кумбисер[4].

В 2000 году были упразднены деревня Крутиха Байдаровского сельсовета, деревня Маслово Кумбисерского сельсовета.
1 января 2006 года в соответствии с Федеральным законом № 131 «Об общих принципах организации местного самоуправления в Российской Федерации» образовано Байдаровское сельское поселение, в состав которого вошёл Байдаровский и Кумбисерский сельсоветы.
Законом Вологодской области от 25 июня 2015 года № 3690-ОЗ, Байдаровское, Вахневское, Нигинское и Теребаевское сельские поселения были преобразованы, путём их объединения, в сельское поселение Никольское с административным центром в городе Никольске.

## География
Расположено на северо-востоке района. Граничит:
- на юге с Завражским и Краснополянским сельскими поселениями,
- на западе с Теребаевским сельским поселением,
- на севере с Кичменгским и Енангским сельскими поселениями Кичменгско-Городецкого района,
- на востоке с Костромской областью.

## Населённые пункты
В состав сельского поселения входят 19 населённых пунктов, в том числе
18 деревень,
1 село.
| Населённый пункт        | ОКАТО          | Рег. номер | Расстояние до районного центра, км | Расстояние до центра поселения, км | Индекс | Координаты                      |
| ----------------------- | -------------- | ---------- | ---------------------------------- | ---------------------------------- | ------ | ------------------------------- |
| деревня Байдарово       | 19 234 808 001 | 4890       | 20                                 | —                                  | 161471 | 59°38′59″ с. ш. 45°33′01″ в. д. |
| деревня Беляевка        | 19 234 832 002 | 4988       | 35                                 |                                    | 161472 | 59°36′58″ с. ш. 45°48′37″ в. д. |
| деревня Большой Двор    | 19 234 808 002 | 4891       | 23                                 | 3                                  | 161471 | 59°39′04″ с. ш. 45°31′56″ в. д. |
| деревня Займище         | 19 234 832 001 | 4989       | 27                                 |                                    | 161472 | 59°38′07″ с. ш. 45°41′36″ в. д. |
| деревня Захарово        | 19 234 808 003 | 4892       | 13                                 | 7                                  | 161471 | 59°36′44″ с. ш. 45°34′21″ в. д. |
| деревня Ковырцево       | 19 234 808 004 | 4893       | 19                                 | 1                                  | 161471 | 59°38′25″ с. ш. 45°32′19″ в. д. |
| деревня Кривяцкое       | 19 234 832 003 | 4990       | 21,5                               |                                    | 161472 | 59°35′18″ с. ш. 45°39′09″ в. д. |
| деревня Кудрино         | 19 234 808 006 | 4895       | 30                                 | 10                                 | 161471 | 59°43′07″ с. ш. 45°29′58″ в. д. |
| деревня Кумбисер        | 19 234 832 004 | 4987       | 20                                 |                                    | 161472 | 59°36′03″ с. ш. 45°38′57″ в. д. |
| село Лоха               | 19 234 808 007 | 4896       | 22                                 | 2                                  | 161441 |                                 |
| деревня Малые Гари      | 19 234 832 005 | 4991       | 40                                 |                                    | 161472 | 59°35′17″ с. ш. 45°47′56″ в. д. |
| деревня Петряево        | 19 234 808 008 | 4897       | 11                                 | 9                                  | 161471 | 59°36′10″ с. ш. 45°33′48″ в. д. |
| деревня Россохино       | 19 234 808 009 | 4898       | 11                                 | 11                                 | 161471 | 59°36′36″ с. ш. 45°30′52″ в. д. |
| деревня Солотново       | 19 234 808 010 | 4899       | 23                                 | 3                                  | 161471 | 59°39′42″ с. ш. 45°31′47″ в. д. |
| деревня Старыгино       | 19 234 808 011 | 4900       | 25                                 | 5                                  | 161471 | 59°38′55″ с. ш. 45°29′27″ в. д. |
| деревня Травино         | 19 234 808 012 | 4901       | 18                                 | 2                                  | 161441 | 59°37′53″ с. ш. 45°32′02″ в. д. |
| деревня Филимоновы Гари | 19 234 832 007 | 4993       | 29                                 |                                    | 161472 | 59°37′48″ с. ш. 45°43′12″ в. д. |
| деревня Чушевино        | 19 234 808 013 | 4902       | 27                                 | 7                                  | 161471 | 59°37′51″ с. ш. 45°28′48″ в. д. |
| деревня Шалашнево       | 19 234 808 014 | 4903       | 12                                 | 10                                 | 161471 | 59°35′30″ с. ш. 45°34′15″ в. д. |

Населённые пункты, упразднённые 1.02.2000:
| Населённый пункт | ОКАТО          | Рег. номер | Расстояние до районного центра, км | Расстояние до центра поселения, км | Сельсовет    |
| ---------------- | -------------- | ---------- | ---------------------------------- | ---------------------------------- | ------------ |
| деревня Крутиха  | 19 234 808 005 | 4894       | 28                                 | 8                                  | Байдаровский |
| деревня Маслово  | 19 234 832 006 | 4992       |                                    |                                    | Кумбисерский |

Населённые пункты, упразднённые до 2000 года: починок Великодворский, деревня Золотавино, деревня Кленовица, деревня Овинница.

## Известные уроженцы
- Ласкин, Николай Матвеевич (1903—1962) — советский военачальник, генерал-майор. Родился в деревне Ковырцево.